# Дімітріє-Кантемір (Джурджу)
Дімітріє-Кантемір (рум. Dimitrie Cantemir) — село у повіті Джурджу в Румунії. Входить до складу комуни Ізвоареле.
Село розташоване на відстані 50 км на південний захід від Бухареста, 18 км на північний захід від Джурджу.

## Населення
За даними перепису населення 2002 року у селі проживали 298 осіб, усі — румуни. Усі жителі села рідною мовою назвали румунську.